# Flat Bush
Flat Bush (aussi connu sous le nom d'Ormiston) est une banlieue de la cité d'Auckland, située dans l'île du Nord de la Nouvelle-Zélande.

## Situation
Flat Bush est la plus grande des villes nouvelles de la région d'Auckland, s’étendant sur 1 700 hectares et localisée dans le sud-est de la ville d'Auckland.
À terme, la réalisation du projet du Conseil d'Auckland, fera que la ville de Flat Bush comptera au moins 40 000 résidents vers 2025, soit une population identique à la ville de Nelson, et inclura les cinq centres voisins[pas clair]. En 2022, la ville atteint une population de 34 000 habitants.
Le Conseil a planifié une extension substantielle près de Manukau Heights avec l’achat de 290 hectares à cet endroit en 1996.
Alors que la plus grande partie de Flat Bush est en cours de développement par le secteur privé, le Conseil d'Auckland est en train de guider l’ensemble du développement du secteur pour assurer aux personnes des emplacements et un environment, qui leur donne satisfaction.
La banlieue contient les 94 hectares formés du "Barry Curtis Park", dont le développement était programmé jusqu’en 2020 et dénommé en reconnaissance pour Barry Curtis (en), le maire de Manukau resté en fonction le plus longtemps.
Un centre-ville de 20 hectares sera développé à partir de 2010 et une programmation est en cours pour la subdivision et le lotissement de 440 autres hectares.
La construction des maisons a commencé près de “Barry Curtis Park” dès l'année 2012.

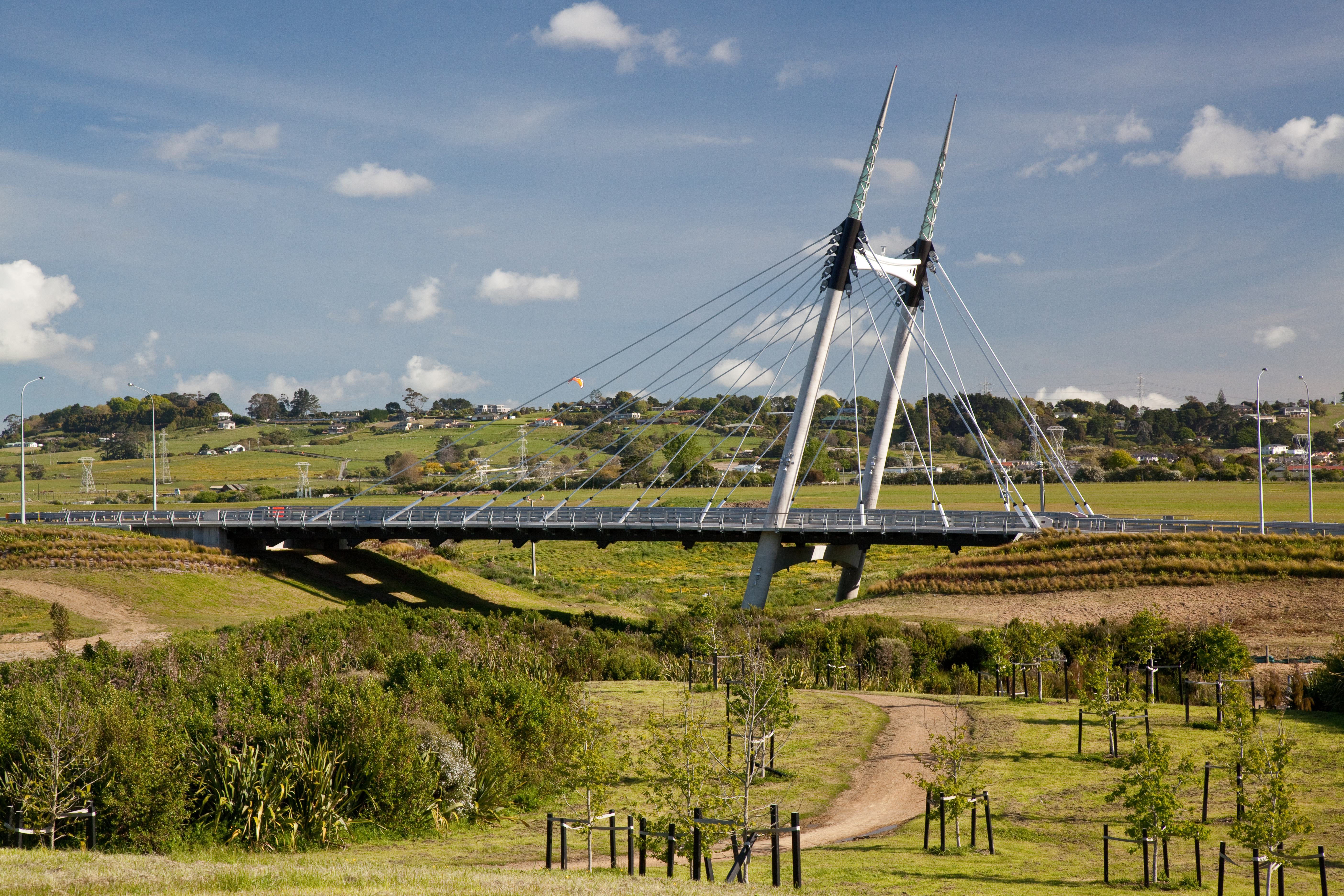
Ormiston Road Bridge.

Le premier pont suspendu à haubans de Nouvelle-Zélande, situé sur Ormiston Road, traverse Curtis Park, le centre vert de la nouvelle ville. Le pont fut ouvert en octobre 2008.
Le centre-ville a commencé avec les travaux de terrassement en février et mars 2013 en retard du fait de la crise financière mondiale intervenue depuis que le pont est terminé.
Actuellement, la société privée Todd Property et l'agence de réaménagement Panuku, qui est sous la direction et la propriété du Conseil municipal d'Auckland (organisme contrôlé par le conseil ou CCO (en)), ont entamé la construction d'un centre-ville de 4,5 hectares à Ormiston, avec un centre commercial de 100 magasins. À proximité, 700 maisons devaient être construites au travers du partenariat public-privé.

## Éducation
La banlieue de Flat Bush possède huit écoles :
- « College Sancta Maria (en) » (ouvert en 2004),
- « Mission Heights Junior College » et « Mission Heights Primary » (ouverts en février 2009),
- « Baverstock Oaks School » (ouverte en 2005),
- « Tyndale Park Christian School » et « Ormiston Senior College » (ouvert en 2011),
- « Ormiston Primary » (ouverte en 2015)
- « Ormiston Junior College » (ouvert en 2017).